# Christoph Eichhorn (Diplomat)

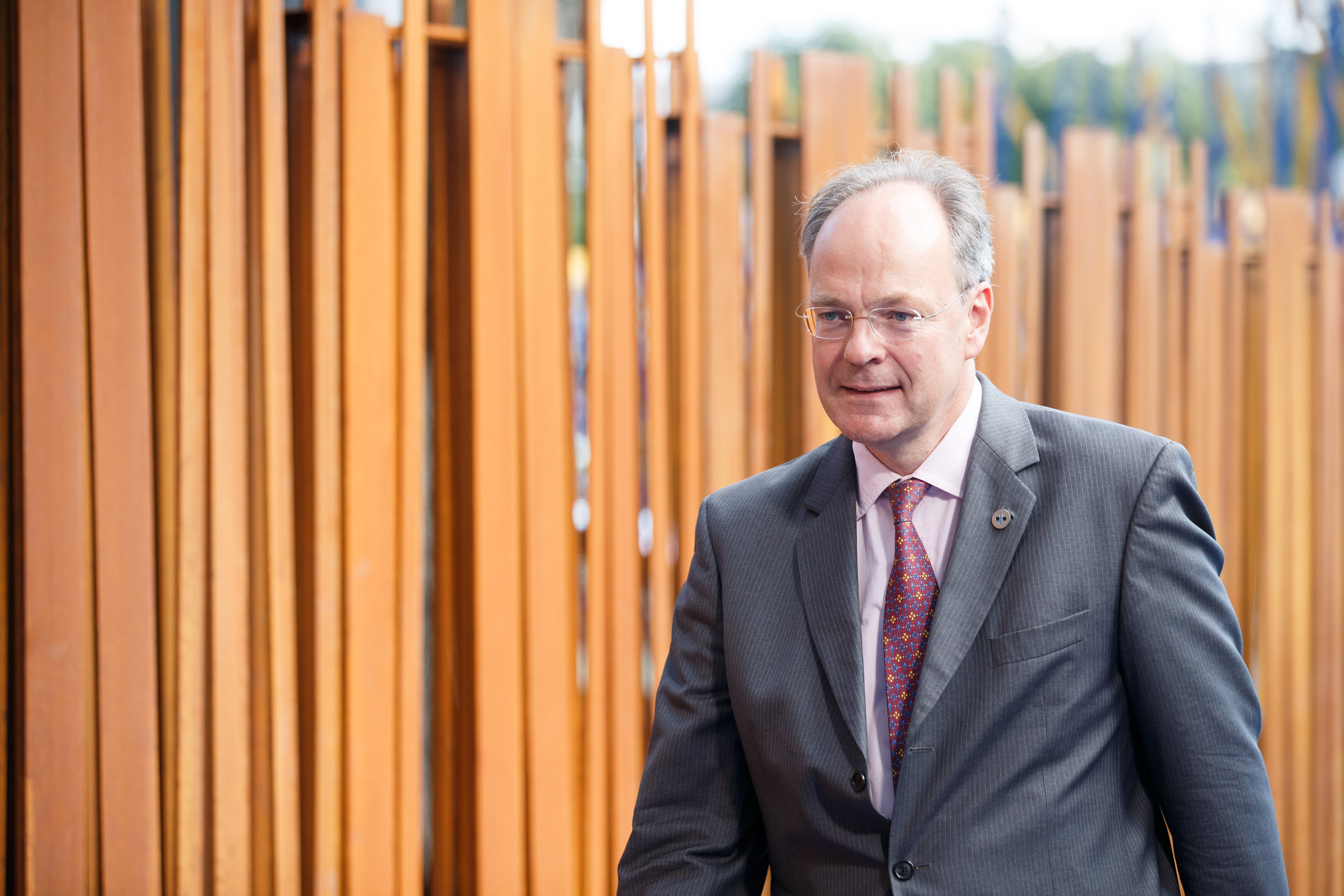
Christoph Eichhorn (2017)

Christoph Eichhorn (* 14. September 1958 in Heidelberg) ist ein ehemaliger deutscher Diplomat.

## Leben

### Frühe Jahre
Christoph Eichhorn studierte Geschichte, Öffentliches Recht und Europarecht sowie Politikwissenschaft an der Rheinischen Friedrich-Wilhelms-Universität Bonn, der Freien Universität Berlin und der London School of Economics sowie an der Freien Universität Brüssel.
Von 1979 bis 1985 war er als Rundfunk-Journalist für die ARD tätig. 1985/86 arbeitete er als EU-Berater in Brüssel.

### Diplomatie
Christoph Eichhorn trat 1986 in den Auswärtigen Dienst der Bundesrepublik Deutschland ein.
Nach der Attachéausbildung an der Aus- und Fortbildungsstätte des Auswärtigen Amts in Bonn-Ippendorf begann er 1989 seine erste Auslandsstation an der Deutschen Botschaft Moskau während der historischen Wende mit der Wiedervereinigung Deutschlands und dem Zerfall der Sowjetunion. Von 1992 bis 1998 arbeitete Eichhorn im Leitungsstab des Auswärtigen Amts in Bonn.
Von 1998 bis 2000 war Eichhorn Austauschbeamter im Außenministerium der Vereinigten Staaten. Anschließend war er von 2000 bis 2004 in der Politischen Abteilung der Botschaft Washington für den US-Kongress und die amerikanische Innenpolitik zuständig. In seine Washingtoner Zeit fielen die Ereignisse des 11. September.
Von 2004 bis 2008 war Eichhorn Leiter des für die politischen Beziehungen zu den USA und Kanada zuständigen Referats in der Zentrale des Auswärtigen Amts in Berlin. 
Von 2008 bis 2011 führte ihn seine Tätigkeit als Gesandter an die Botschaft Washington zurück.
Anschließend wurde er in der Zentrale des Auswärtigen Amts stellvertretender Beauftragter der Bundesregierung für Abrüstung und Rüstungskontrolle.
Von 2015 bis 2019 war Christoph Eichhorn deutscher Botschafter in Estland. Von 2019 bis 2022 war er Botschafter Deutschlands in Bulgarien.

### Privatleben
Christoph Eichhorn ist verheiratet und hat zwei Kinder.